# Giovanni Battista Vitali
Giovanni Battista Vitali (ur. 18 lutego 1632 w Bolonii, zm. 12 października 1692 w Modenie) – włoski kompozytor i wiolonczelista.

## Życiorys
Uczeń Maurizio Cazzatiego. W latach 1658–1673 był zatrudniony w kapeli bazyliki św. Petroniusza w Bolonii jako wiolonczelista. Był członkiem Accademia dei Filaschisi, a w 1666 roku został jednym z członków założycieli Accademia Filarmonica, dla której pisał wokalne utwory religijne i sonaty na uroczystości patronalne. Od 1671 roku był członkiem kapeli smyczkowej Concerto Palatino, a od 1673 roku kapelmistrzem kapeli SS. Rosario przy kościele św. Dominika w Bolonii. W 1674 roku wyjechał do Modeny, gdzie został wicekapelmistrzem zespołu dworskiego Franciszka II d’Este. W latach 1684–1686 był jego kapelmistrzem. W 1681 roku został członkiem Accademia dei Dissonanti, dla której pisał kantaty. Przyczynił się do powstania drukarni muzycznej w Modenie.

## Twórczość
Należał do najważniejszych twórców 2. połowy XVII wieku. Przyczynił się do rozwoju sonaty barokowej, zwłaszcza sonaty triowej. Główne miejsce w twórczości Vitaliego zajmuje muzyka instrumentalna, muzyka wokalna pozostawała na marginesie jego zainteresowań, chociaż uprawiał różne jej gatunki (oratoria, kantaty, motety, koncerty religijne). Jego zbiór Artificii musicali z 1689 roku porównywany jest do Musikalisches Opfer J.S. Bacha.

## Ważniejsze kompozycje
(na podstawie materiałów źródłowych)

### Utwory instrumentalne
- Correnti e balletti da camera op. 1 na 2 skrzypiec i basso continuo (Bolonia 1666)
- 12 Sonate op. 2 na 2 skrzypiec i basso continuo (Bolonia 1667)
- Balletti, correnti alla francese, gagliarde e brando per ballare op. 3 na 4 instrumenty (Bolonia 1679)
- Balletti, correnti, gighe, allemande e sarabande op. 4 na skrzypce, wiolonczelę lub szpinet i 2 skrzypiec ad libitum (Bolonia 1668)
- 12 Sonate op. 5 na 2–5 instrumentów (Bolonia 1669)
- Varie partite del passemezo, ciaccona, capricii e passagalii op. 7 na 2 skrzypiec i wiolonczelę lub szpinet (Modena 1682)
- Balletti, correnti e capricci per camera op. 9 na 2 skrzypiec i basso continuo (Wenecja 1684)
- Varie sonate alla francese e all’itagliana op. 11 na 6 instrumentów (Modena 1684)
- Balli in stile francese op. 12 na 5 instrumentów (Modena 1685)
- Artificii musicali ne qualli se contengono canoni in deverse maniere, contrapunti dopii, inventioni curiose, capritii e sonate op. 13 (Modena 1689)
- Sonate da camera op. 14 na 2 skrzypiec i wiolonczelę (Modena 1692)

### Utwory wokalno-instrumentalne
- Salmi concertati op. 6 na 2–5 głosów i instrumenty (Bolonia 1677)
- Hinni sacri per tutto l’anno op. 10 na głos i 5 instrumentów (Modena 1684)
- 10 kantat na 1–2 głosy i instrumenty
- 2 oratoria na 5 i 7 głosów, chór i instrumenty